# Professor Longhair
Professor Longhair, rodným jménem Henry Roeland Byrd (19. prosince 1918 Bogalusa, Louisiana – 30. ledna 1980 New Orleans, Louisiana) byl americký bluesový zpěvák, klavírista a hudební skladatel. V roce 1981 byl posmrtně uveden do Blues Hall of Fame a v roce 1992 do Rock and Roll Hall of Fame.